# Östra Fågelviks församling
Östra Fågelviks församling var en församling i Karlstads stift och i Karlstads kommun. Församlingen uppgick 2006 i Väse-Fågelviks församling.

## Administrativ historik
Församlingen har medeltida ursprung. År 1595 utbröts en del till den då nybildade Nyeds församling. Namnet var före 1 januari 1886 (namnet ändrades enligt beslut den 17 april 1885) Fågelviks församling.
Församlingen var till 1962 annexförsamling i pastoratet Väse och (Östra) Fågelvik som till 1868 även omfattade Alsters församling. Från 1962 till senast 2006 utgjorde församlingen ett eget pastorat. Församlingen uppgick 2006 i Väse-Fågelviks församling.

## Kyrkor
- Östra Fågelviks kyrka